# João, Condestável de Portugal
João de Portugal (Santarém, 13 de Janeiro de 1400 – Alcácer do Sal, 18 de Outubro de 1442) foi um infante de Portugal da dinastia de Avis, filho do rei D. João I e de sua mulher, a rainha Filipa de Lencastre. Foi o sétimo filho dos seus pais.
Foi 3.º Condestável de Portugal, sucedendo a Nuno Álvares Pereira e ainda 1.º Senhor de Reguengos, Colares e Belas.
João era culto, sensato e deixou poucas obras escritas. Para João, os muçulmanos deviam combater-se pelos Evangelhos e não com a espada, posição que defendeu em 1432, sendo contra a guerra em Marrocos.
Há historiadores que defendem que é uma das personagens presentes nos enigmáticos Painéis de São Vicente de Fora

## Biografia
Tornou-se administrador da Ordem de Santiago, em 18 de outubro de 1418, sendo o 10.º Mestre da Ordem.
Em 1424, João casou com a meia-sobrinha Isabel de Barcelos, filha do conde de Barcelos, Afonso, seu meio-irmão e neta do anterior condestável.
Durante o reinado de D. Duarte, João juntou-se ao irmão Pedro, duque de Coimbra na contestação à expedição a Tânger que haveria de acabar em desastre, ficando o irmão Fernando, cativo. Defendeu nas cortes de Leiria em 1438 a entrega de Ceuta.
No início do reinado do seu sobrinho Afonso V de Portugal, a regência do reino foi entregue a Leonor de Aragão, a rainha-mãe. Esta decisão testamentária do falecido rei provocou contestação popular e ameaças de motins em Lisboa. Foi João que se instalou na capital, para evitar uma rebelião. As Cortes de Torres Novas de 1438, entregaram a regência à rainha e ao infante Pedro. Depois, recusando as ofertas de aliança de Leonor e Afonso, Conde de Barcelos (o futuro Duque de Bragança), defendeu a realização de cortes para nomear o irmão Pedro, duque de Coimbra, novo regente, nas cortes de Lisboa de 1439.
O infante D. Pedro, já no cargo de regente, nomeia o irmão defensor da região de Entre-Tejo-e-Guadiana para onde a rainha e seus partidários se tinham refugiado após as últimas cortes. Pairavam ainda ameaças de invasões castelhanas para apoiar D. Leonor. O infante D. João desempenha um papel crucial nas acções de cerco ao castelo do Crato, onde se encontrava a rainha. Esta acaba por abandonar o país (em dezembro de 1441) e refugia-se em Castela onde acabará por falecer.
Após a morte, o seu filho Diogo sucedeu-lhe nos títulos e cargos.

## Descendência
- Diogo de Portugal, condestável de Portugal (1425-1443);
- Isabel de Portugal (1428-1496), casada com o rei João II de Castela e mãe da rainha Isabel a Católica;
- Beatriz de Portugal (1430-1506), casada com o príncipe Fernando de Portugal, duque de Viseu, foi mãe do rei D. Manuel I e da rainha Leonor;
- Filipa de Portugal (1432-ca.1450), 1ª Senhora de Almada.